# Mony Mony (Status Quo)
Mony Mony è una canzone incisa dalla rock band inglese Status Quo, pubblicata come singolo nel maggio del 2000.

## La canzone
Primo singolo estratto dall'album di cover Famous in the Last Century, è un brano originariamente inciso da Tommy James and the Shondells, andato al primo posto nelle classifiche inglesi nel 1968. Divenuto un classico del rock, il pezzo è stato nel tempo rivisitato da innumerevoli altri artisti anche se, ad oggi, una delle versioni più riuscite rimane quella di Billy Idol.
La versione degli Status Quo va al n. 48 delle classifiche inglesi.

## Tracce
1. Mony Mony - 2:59 - (Bloom/Gentry/James/Cordell)
2. Famous in the Last Century - 2:16 - (Bown)
3. Gerdundula (Live) (live da The Shepherds Bush Empire, 27 marzo 2000) - 4:28 - (Manston/James)
4. Mony Mony (video CD ROM da Shepherd's Bush Empire) - 2:59 - (Bloom/Gentry/James/Cordell)

## Formazione
- Francis Rossi (chitarra solista, voce)
- Rick Parfitt (chitarra ritmica, voce)
- Andy Bown (tastiere, chitarra, armonica a bocca, cori)
- John 'Rhino' Edwards (basso, voce)
- Jeff Rich (percussioni)